# Левин, Олег Владимирович
Оле́г Влади́мирович Ле́вин (род. 4 сентября 1962) — российский дипломат. Чрезвычайный и полномочный посланник 2 класса (2020).

## Биография
Окончил Московский государственный институт международных отношений (МГИМО) МИД СССР в 1985 году. Владеет английским, французским и арабским языками. На дипломатической работе с 1994 года.
В 2011—2013 годах — советник-посланник Посольства России в Йемене.
В 2013—2015 годах — начальник отдела в департаменте Ближнего Востока и Северной Африки МИД России.
С 2015 по ноябрь 2018 года — советник-посланник Посольства России в Иордании.
С 19 марта 2019 по март 2022 года — генеральный консул России в Эрбиле (Ирак).
С 8 октября 2024 года — чрезвычайный и полномочный посол России в Омане.

## Дипломатический ранг
- Советник 1 класса (март 2011).
- Чрезвычайный и полномочный посланник 2 класса (8 июня 2020)[2].

## Награды
- Медаль ордена «За заслуги перед Отечеством» II степени (14 июня 2022) — за большой вклад в реализацию внешнеполитического курса Российской Федерации и многолетнюю добросовестную дипломатическую службу[3].